# Nomads – Tod aus dem Nichts
Nomads – Tod aus dem Nichts (Original: Nomads) ist ein US-amerikanischer Horrorfilm aus dem Jahr 1986 und gleichzeitig das Spielfilmdebüt von Regisseur John McTiernan. Nach einer Neuprüfung des Films im April 2016 wurde die Altersfreigabe von ab 18 auf ab 16 Jahren freigegeben.

## Handlung
Mitten in der Nacht wird der blutüberströmte, verwirrte und Französisch sprechende Anthropologe Jean-Charles Pommier in die Notaufnahme eines Krankenhauses in der Großstadt Los Angeles im US-Bundesstaat Kalifornien eingeliefert. Obwohl sich die diensthabende, völlig überarbeitete Ärztin Dr. Eileen Flax aufopferungsvoll um den verwundeten Sonderling kümmert, verstirbt jener jedoch kurze Zeit später. Kurz vor seinem Tod flüstert er der Medizinerin etwas unverständliches ins Ohr und beißt sie gleichzeitig in den Hals. Nachdem die schockierte Ärztin medizinisch versorgt wurde, fährt sie nach Hause, merkt aber bald, dass mit ihr etwas nicht stimmt. Flax wird seitdem von Visionen aus dem Leben des gestorbenen Patienten geplagt, die ihr einen Einblick in dessen letzte Lebenstage ermöglichen und bis zum Todeszeitpunkt führen.
Sie beginnt mit Nachforschungen und begibt sich an jene Orte, die sie in ihren Visionen sieht. Bald findet sie heraus, dass der verheiratete, renommierte Wissenschaftler etwas sehr seltsamem auf der Spur war, nämlich der Existenz von „Nomaden“, bösen Eskimo-Geistern zwischen Raum und Zeit. Diese Unheil bringenden, in verschiedenen Welten auftretenden Kreaturen in Menschengestalt, trieben einst den unter Halluzinationen leidenden Anthropologen in den Tod, da er ihnen nicht entfliehen konnte.
Die attraktive, langsam dem Wahn verfallende Ärztin wacht eines Tages im Schlafzimmer Niki Pommiers auf. Nachdem sie die letzten Stunden im Leben des Wissenschaftlers rekonstruieren konnte, flüchten die beiden Frauen vor den Nomaden, die sich als ledertragende Freaks offenbaren. Auf ihrer Flucht erreichen sie die Landesgrenze Kaliforniens, als sie von einem mysteriösen Motorradfahrer überholt werden, der die menschliche Gestalt des verstorbenen Jean-Charles Pommier hat. Flax blickt noch einmal wehmütig ins Gesicht des Untoten, ohne jedoch anzuhalten und ihre Reise mit unbekanntem Ziel fortzusetzen.

## Kritiken
„Überwiegend uninteressanter Psycho-Horrorfilm mit Versatzstücken des Roadmovies und Zombiemotiven. Tiefgang wird vorgegaukelt, wobei die Spannung auf der Strecke bleibt.“